# Molophilus (Molophilus) aucklandicus
Molophilus (Molophilus) aucklandicus is een tweevleugelige uit de familie steltmuggen (Limoniidae). De soort komt voor in het Australaziatisch gebied.